# شترمرغ آسیایی
شترمرغ آسیایی (نام علمی: Struthio asiaticus) نام یک گونه از رده پرنده است.